# Comuna Tereșkivți, Horohiv
Tereșkivți (în ucraineană Терешківці) este o comună în raionul Horohiv, regiunea Volînia, Ucraina, formată din satele Oșciv și Tereșkivți (reședința).

## Demografie
Componența lingvistică a satului Tereșkivți
     Ucraineană (99,49%)
     Alte limbi (0,3%)
Conform recensământului din 2001, majoritatea populației satului Tereșkivți era vorbitoare de ucraineană (99,49%), existând în minoritate și vorbitori de alte limbi.